# لیوان سنتی

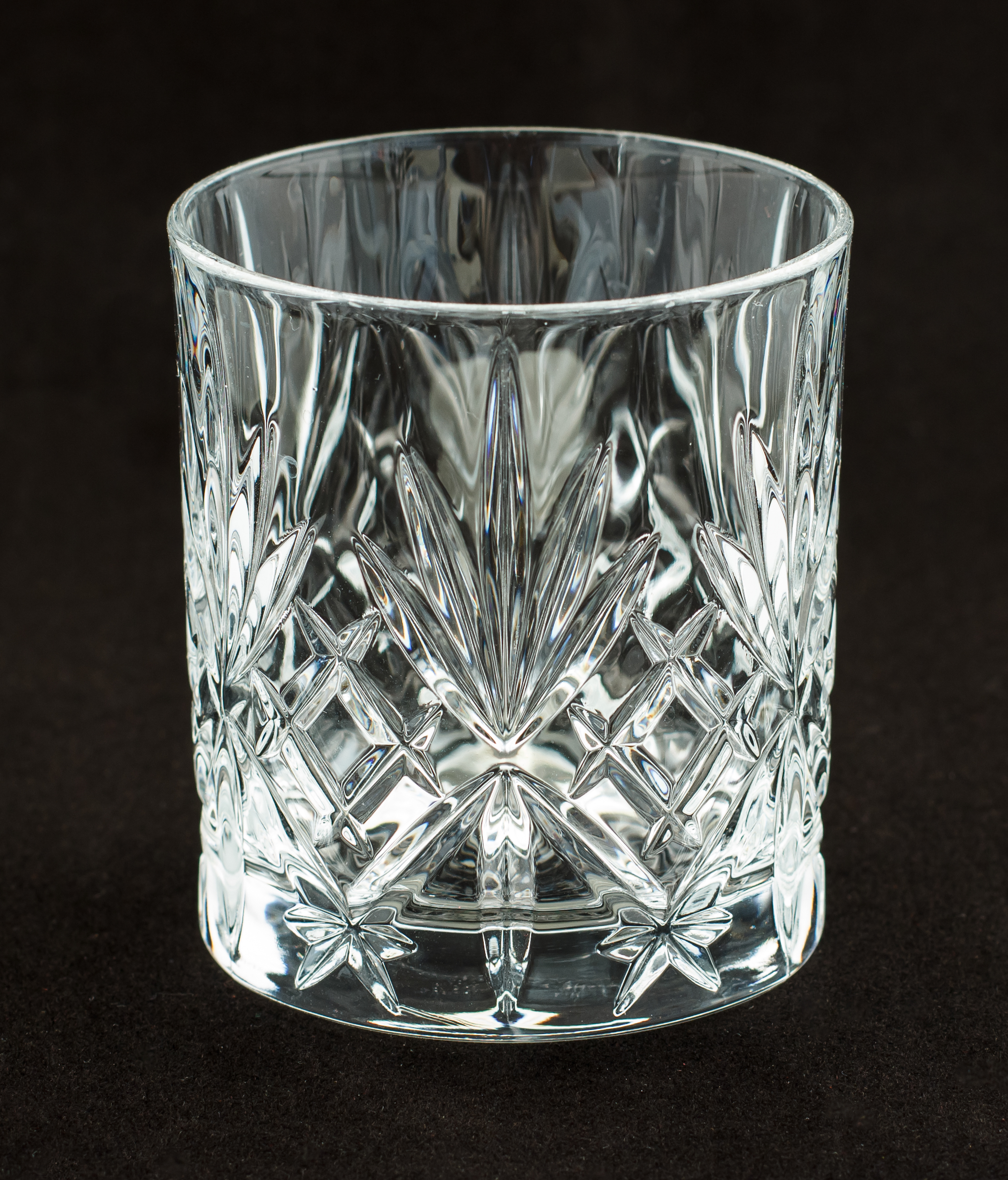
لیوان سنتی یا اُلد فَشِن، بیشتر بعنوان لیوان سنگین ویسکی شناخته می‌شود

لیوان سنتی یا راکز نوع ساده لیوان است که در سرو کردن انواع مشروبات الکلی مانند ویسکی و گونه‌ای از کوکتل‌های کلاسیک مانند آمریکانو به کار می‌رود.